# Rohrlaser
Der Rohrlaser, auch als Laser-Rohrschneidanlage bekannt, stellt eine innovative Technologie in der industriellen Fertigung dar, die die präzise Bearbeitung von Rohren und Profilen revolutioniert hat. Diese hochspezialisierte Maschine nutzt die Kraft des Lasers, um Materialien mit bisher unerreichter Genauigkeit und Effizienz zu schneiden, zu bohren und zu gravieren. Im Kern der Anlage befindet sich eine leistungsstarke Laserquelle, deren Strahl durch ein komplexes System von Optiken gelenkt wird. Die Kombination aus rotierendem Werkstück und beweglichem Laserkopf ermöglicht eine vollständige 360°-Bearbeitung des Rohres. Gesteuert von fortschrittlicher Software, die CAD-Daten in präzise Schneidbefehle umsetzt, bietet der Rohrlaser eine Vielzahl von Anwendungsmöglichkeiten in verschiedenen Industriezweigen. Von der Automobilbranche bis zur Möbelindustrie hat diese Technologie die Fertigungsprozesse nachhaltig verändert und neue Maßstäbe in Bezug auf Geschwindigkeit, Präzision und Flexibilität gesetzt.

## Funktionsweise
Die Funktionsweise des Rohrlasers basiert auf dem Prinzip der stimulierten Emission, bei der ein fokussierter Laserstrahl das zu bearbeitende Material erhitzt, schmilzt und verdampft.
Im Kern des Rohrlasers befindet sich eine Laserquelle, die einen hochenergetischen Lichtstrahl erzeugt. Dieser Strahl wird durch ein komplexes System von Spiegeln und Linsen gelenkt und fokussiert, bevor er auf das zu bearbeitende Rohr trifft. Die gängigsten Laserarten in Rohrlaseranlagen sind Festkörperlaser und CO2-Laser, wobei jede Technologie ihre spezifischen Vor- und Nachteile hat.
Das zu bearbeitende Rohr wird in einem Spannfutter fixiert, welches das Werkstück um seine Längsachse rotieren kann. Diese Rotation ermöglicht eine 360°-Bearbeitung des Rohres. Zusätzlich zur Rotation kann das Rohr in seiner Längsachse verschoben werden, was eine Bearbeitung entlang der gesamten Rohrlänge erlaubt.
Der Laserkopf selbst ist in der Regel auf einem beweglichen Schlitten montiert, der sich parallel zur Rohrachse bewegen kann. Bei fortschrittlicheren 3D- oder 5-Achs-Anlagen kann der Laserkopf zusätzlich um verschiedene Achsen geschwenkt werden, was komplexere Schnittgeometrien ermöglicht.
Die Steuerung des gesamten Prozesses erfolgt über eine spezialisierte Software, die die Bewegungen des Rohres, des Laserkopfes und die Laserleistung koordiniert. Diese Software interpretiert CAD-Daten und wandelt sie in präzise Schneidbefehle um.
Ein wesentlicher Aspekt der Funktionsweise des Rohrlasers ist die Fähigkeit, den Laserstrahl präzise zu fokussieren. Der Fokuspunkt des Laserstrahls bestimmt die Schnittbreite und -qualität. Je nach Materialdicke und -art wird der Fokuspunkt so eingestellt, dass eine optimale Schneidleistung erreicht wird.
Während des Schneidvorgangs wird in der Regel ein Prozessgas verwendet, das durch eine koaxiale Düse um den Laserstrahl herum geleitet wird. Dieses Gas dient mehreren Zwecken: Es schützt die Optik des Lasers vor Rückspritzern, unterstützt den Schneidprozess durch Oxidation oder Inertisierung und hilft, das geschmolzene Material aus der Schnittfuge zu entfernen.
Eine Besonderheit des Rohrlasers ist die Möglichkeit, Schrägschnitte durchzuführen. Hierbei wird der Laserkopf in einem Winkel von bis zu 45° zur Rohroberfläche positioniert. Dies ermöglicht die Herstellung von präzisen Gehrungen und komplexen Verbindungsgeometrien.
Moderne Rohrlaseranlagen verfügen oft über automatische Belade- und Entladesysteme, die einen kontinuierlichen Betrieb ermöglichen. Diese Systeme können Rohre unterschiedlicher Längen und Profile handhaben und tragen zur Effizienz des Gesamtprozesses bei.
Ein weiterer wichtiger Aspekt der Funktionsweise ist die integrierte Messtechnik. Viele Rohrlaser sind mit optischen Sensoren ausgestattet, die die genaue Position und Form des Rohres erfassen. Dies ermöglicht Korrekturen in Echtzeit, um Ungenauigkeiten aufgrund von Materialverzug oder Schweißnähten auszugleichen.
Die Leistung des Lasers kann während des Schneidvorgangs dynamisch angepasst werden, um unterschiedliche Materialdicken oder -eigenschaften zu berücksichtigen. Dies ist besonders wichtig bei der Bearbeitung von Rohren mit variierender Wandstärke oder bei der Erkennung von Schweißnähten.

## Anwendungsgebiete
Die Rohrlasertechnologie findet in zahlreichen Industriezweigen Einsatz, wobei die Vielseitigkeit des Verfahrens eine breite Palette von Fertigungsprozessen ermöglicht:
- Der Rohrlaser kommt in der Automobilindustrie zum Einsatz. Hier werden Rahmenkonstruktionen sowie Aufbauten für Türen- und Fensterelemente hergestellt.
- Im Maschinen- und Sondermaschinenbau dient der Rohrlaser der Fertigung von Rahmenkonstruktionen aus Stahl oder Edelstahl.
- Die Transportbranche nutzt die Rohrlasertechnologie zur Herstellung von Strukturelementen für Fahrzeuge und andere Transportmittel.
- In der Möbelindustrie werden mit dem Rohrlaser Metallmöbel und Einrichtungsgegenstände produziert.
- Die Lebensmittelindustrie setzt Rohrlaserschneidanlagen zur Produktion von Komponenten für Verarbeitungs- und Verpackungsmaschinen ein.
- Im Bereich der Medizintechnik findet der Rohrlaser Anwendung bei der Herstellung von medizinischen Geräten und Instrumenten.
- Der Werkzeugbau nutzt die Rohrlasertechnologie zur Produktion spezieller Werkzeugkomponenten und Halterungen.
- In der Architektur und im Bauwesen dient der Rohrlaser der Fertigung von Strukturelementen, Geländern und dekorativen Bauteilen.
- Der Messebau verwendet Rohrlaserschneidanlagen zur Herstellung von Ausstellungsständen und modularen Konstruktionen.
- In der Elektronikindustrie werden mit Hilfe des Rohrlasers Gehäuse und Stützstrukturen für elektronische Geräte gefertigt.
- Die Energiebranche nutzt Rohrlaser zur Herstellung von Komponenten für Windkraftanlagen, Solarmodulhalterungen und andere erneuerbare Energiesysteme.
- Im Schiffbau kommen Rohrlaserschneidanlagen für die Produktion von Rohrleitungssystemen, Geländern und strukturellen Elementen zum Einsatz.
- Die Luftfahrtindustrie verwendet den Rohrlaser zur Herstellung von Leichtbaukomponenten und Strukturelementen für Flugzeuge und Satelliten.
- In der Sportartikelindustrie dient der Rohrlaser der Produktion von Fahrradrahmen, Fitnessgeräten und anderen Sportausrüstungen.
- Bei der Herstellung von Musikinstrumenten wird der Rohrlaser eingesetzt, insbesondere bei Blasinstrumenten und Instrumentenständern.
- Die Beleuchtungsindustrie nutzt den Rohrlaser zur Produktion von Lampenfassungen, Leuchtengehäusen und dekorativen Beleuchtungselementen.
- In der Herstellung von Sicherheitssystemen findet die Rohrlasertechnologie Anwendung bei der Produktion von Geländern, Absperrungen und Schutzvorrichtungen.
- Im Bereich der Wasseraufbereitung und Umwelttechnik werden Rohrlaser zur Fertigung von Filtergehäusen, Pumpenkomponenten und Rohrleitungssystemen eingesetzt.
- In der Kunstbranche dient der Rohrlaser der Herstellung von Skulpturen, Installationen und anderen künstlerischen Objekten.

## Vorteile gegenüber konventionellen Verfahren
Der Rohrlaser ermöglicht eine höhere Präzision und Genauigkeit bei der Rohrbearbeitung. Die Toleranzen der Schnitte sind minimal, was zu einer geringeren Notwendigkeit von Nachbearbeitungen führt.
Die Bearbeitungsgeschwindigkeit des Rohrlasers übertrifft die konventioneller Methoden wie Sägen oder Fräsen. Der automatisierte Prozess reduziert manuelle Eingriffe und verkürzt Rüstzeiten zwischen verschiedenen Schneidaufgaben.
Die Kostenstruktur bei der Verwendung von Rohrlasern unterscheidet sich von konventionellen Verfahren. Langfristig ergeben sich potenzielle Einsparungen durch reduzierte Bearbeitungszeiten, geringeren Materialverschnitt und weniger Nachbearbeitungsaufwand.
Rohrlaser können ein breites Spektrum an Rohrformen und -geometrien bearbeiten, einschließlich runder, quadratischer und rechteckiger Profile sowie komplexer Sonderformen. Sie können komplexe Schnitte und Muster erzeugen, einschließlich präziser Kurven, Winkel und Durchbrüche. Die Schnittkanten, die der Rohrlaser produziert, sind sauber und glatt mit minimaler Gratbildung. Dies unterscheidet sich von den Ergebnissen mancher konventioneller Schneidverfahren.
Rohrlaser ermöglichen die Integration verschiedener Bearbeitungsschritte. In einem einzigen Durchgang können neben dem Schneiden auch Bohrungen, Gravuren oder Markierungen vorgenommen werden. Der Materialabfall bei der Verwendung von Rohrlasern ist geringer als bei vielen konventionellen Verfahren, da der Laserstrahl sehr präzise schneidet.
Im Gegensatz zu mechanischen Schneidverfahren arbeitet der Rohrlaser berührungslos. Dies wirkt sich auf die Materialverformung aus, insbesondere bei der Bearbeitung dünnwandiger oder empfindlicher Materialien.
Rohrlaser bieten die Möglichkeit zur optimalen Materialausnutzung durch Nesting oder Schachtelung. Mehrere Teile können auf einem Rohr angeordnet werden, was die Nutzung der Rohrlänge beeinflusst.
Die computergesteuerte Bearbeitung des Rohrlasers gewährleistet eine hohe Wiederholgenauigkeit. Jedes produzierte Teil entspricht exakt den vorgegebenen Spezifikationen.

## Technische Spezifikationen
Rohrlaser weisen spezifische technische Merkmale auf, die sie von konventionellen Verfahren zur Rohrbearbeitung unterscheiden. Die Schnittgeschwindigkeit bei Rohrlasern beträgt bis zu 200 m/min bei dünnen Materialien. Konventionelle Säge- oder Fräsverfahren operieren typischerweise im Bereich von 0,5–5 m/min.
Die Präzision der Schnitte bei Rohrlasern liegt im Bereich von ±0,1 mm. Konventionelle Verfahren wie das Sägen oder Fräsen erreichen üblicherweise Toleranzen von ±0,5 mm bis ±1 mm.
Hinsichtlich der Materialstärken können moderne Rohrlaseranlagen Rohre mit Wandstärken von bis zu 14 mm bei Baustahl und 10 mm bei Edelstahl bearbeiten. Die maximalen Durchmesser der zu bearbeitenden Rohre liegen bei aktuellen Rohrlasern bei etwa 254 mm.
Rohrlaser können neben Rundrohren auch Rechteck-, Quadrat- und diverse Sonderprofile bearbeiten. Die Umrüstzeiten zwischen verschiedenen Profilformen erfolgen hauptsächlich über die Steuerungssoftware.
Die Schnittfugenbreite bei Rohrlasern beträgt etwa 0,2–0,5 mm. Konventionelle Verfahren wie das Sägen produzieren breitere Schnittfugen.
Rohrlaser ermöglichen die Fertigung komplexer dreidimensionaler Schnitte, einschließlich Gehrungen und Freiformkonturen. Moderne Rohrlaseranlagen verfügen über automatische Be- und Entladesysteme, die Rohrlängen von bis zu 12,5 m verarbeiten können.
Ein spezifisches technisches Merkmal vieler Rohrlaser ist die integrierte Schweißnahterkennung. Systeme wie SeamLine Tube identifizieren automatisch Schweißnähte oder Markierungen auf den Rohren und richten diese aus.
Moderne Rohrlaser verfügen über fortschrittliche Fokussierungssysteme. Technologien wie FocusLine passen die Fokuslage des Lasers automatisch an das Material an.
Die Leistungsaufnahme von Rohrlaseranlagen mit einer Laserleistung von 6000 W beträgt typischerweise etwa 12 kW während der Produktion.

## Materialien
Der Rohrlaser hat in den letzten Jahrzehnten zunehmend an Bedeutung für die Materialbearbeitung von Rohren gewonnen. Im Vergleich zu konventionellen Verfahren ermöglicht die Lasertechnologie eine präzisere und flexiblere Bearbeitung verschiedener Rohrwerkstoffe.
Für den Einsatz des Rohrlasers eignen sich prinzipiell alle metallischen Werkstoffe, die auch mit herkömmlichen Verfahren bearbeitet werden können. Dazu zählen insbesondere Stahl, Edelstahl, Aluminium und Kupfer sowie deren Legierungen. Die Bearbeitung von Stahlrohren mittels Laser ist besonders weit verbreitet. Dabei können sowohl unlegierte als auch niedrig- und hochlegierte Stähle problemlos geschnitten werden. Edelstahlrohre aus austenitischen, ferritischen oder martensitischen Stählen lassen sich ebenfalls gut mit dem Laser bearbeiten.
Auch Aluminiumrohre und -profile können effizient mit dem Rohrlaser geschnitten und bearbeitet werden. Die Lasertechnologie eignet sich für verschiedene Aluminiumlegierungen, die beispielsweise in der Möbel- oder Fahrzeugindustrie zum Einsatz kommen. Kupferrohre und -legierungen stellen aufgrund ihrer hohen Wärmeleitfähigkeit und Reflektivität zwar höhere Anforderungen an die Laserparameter, lassen sich aber ebenfalls mit entsprechend angepassten Systemen bearbeiten.
Neben metallischen Werkstoffen können mit dem Rohrlaser auch Kunststoffrohre bearbeitet werden. Gängige Materialien sind hier Polyethylen (PE), Polypropylen (PP) oder Polyvinylchlorid (PVC). Die Bearbeitung von Kunststoffrohren mittels Laser erfordert allerdings eine sorgfältige Anpassung der Prozessparameter, um ein Aufschmelzen oder Verbrennen des Materials zu vermeiden.
Im Vergleich zu konventionellen Verfahren wie dem Sägen oder Fräsen bietet der Rohrlaser einige materialspezifische Vorteile. So entstehen beim Laserschneiden in der Regel sehr schmale Schnittfugen mit geringer Wärmeeinflusszone. Dies führt zu einer höheren Maßhaltigkeit und Oberflächenqualität der bearbeiteten Rohre. Zudem können mit dem Laser auch komplexe Konturen und Aussparungen in Rohre eingebracht werden, was mit mechanischen Verfahren oft nur eingeschränkt möglich ist.
Ein weiterer Vorteil des Rohrlasers besteht darin, dass keine mechanischen Kräfte auf das Werkstück einwirken. Dadurch können auch dünnwandige oder empfindliche Rohre ohne Verformung bearbeitet werden. Dies ist insbesondere bei der Bearbeitung von Aluminium- oder Kunststoffrohren von Bedeutung. Zudem entfällt beim Laserschneiden in der Regel eine Nachbearbeitung der Schnittkanten, was den Gesamtprozess vereinfacht.
Hinsichtlich der Materialstärken können mit modernen Rohrlasern je nach Werkstoff Wanddicken von wenigen Zehntel Millimetern bis hin zu 15 mm und mehr bearbeitet werden. Bei Stahlrohren sind Wandstärken bis 15 mm mit Sauerstoff als Schneidgas realisierbar, während bei Edelstahl, Aluminium und anderen Nichteisenmetallen typischerweise Stickstoff als Schneidgas zum Einsatz kommt und Wandstärken bis etwa 6 mm erreicht werden.
Die kontinuierliche Weiterentwicklung der Lasertechnologie hat in den letzten Jahren zu einer stetigen Erweiterung der bearbeitbaren Materialien und Wandstärken geführt. Moderne Faserlaser ermöglichen heute die effiziente Bearbeitung hochreflektiver Materialien wie Kupfer oder Messing, die früher als schwierig galten. Zudem können durch die Kombination verschiedener Laserstrahlquellen und Bearbeitungsköpfe unterschiedliche Materialien und Wandstärken auf einer Anlage flexibel bearbeitet werden.

## Entwicklung und Zukunftsperspektiven
Die Entwicklung des Rohrlasers hat in den letzten Jahren einen bemerkenswerten Aufschwung erlebt und eröffnet vielversprechende Zukunftsperspektiven gegenüber konventionellen Verfahren der Rohrbearbeitung. Während traditionelle Methoden wie Sägen, Bohren und Fräsen lange Zeit die Standardverfahren darstellten, hat der Rohrlaser eine technologische Revolution in der Metallverarbeitung eingeleitet.
Die Fortschritte in der Lasertechnologie, insbesondere die Entwicklung leistungsfähiger Faserlaser, haben die Leistungsfähigkeit und Effizienz von Rohrlaserschneidanlagen deutlich gesteigert. Moderne Rohrlaser erreichen heute Schnittgeschwindigkeiten und Präzisionsgrade, die mit konventionellen Verfahren kaum zu realisieren sind. Diese Entwicklung ermöglicht es, komplexe Geometrien und Konturen in einem einzigen Arbeitsgang zu erzeugen, was die Fertigungszeiten erheblich verkürzt.
Ein wesentlicher Trend in der Entwicklung des Rohrlasers ist die zunehmende Automatisierung und Integration in vernetzte Produktionssysteme. Moderne Rohrlaseranlagen verfügen über fortschrittliche Steuerungssysteme und können nahtlos in digitale Fertigungsumgebungen eingebunden werden. Dies ermöglicht eine flexible und bedarfsgerechte Produktion, die besonders für die Fertigung kleiner Losgrößen und individualisierter Produkte von Bedeutung ist.
Die Zukunft des Rohrlasers ist eng mit der Weiterentwicklung der Laserquellen verknüpft. Aktuelle Forschungen konzentrieren sich auf die Steigerung der Laserleistung bei gleichzeitiger Verbesserung der Strahlqualität. Diese Fortschritte versprechen eine weitere Erhöhung der Schneidgeschwindigkeiten und eine Ausweitung der bearbeitbaren Materialstärken. Zudem wird an der Optimierung der Strahlführung und -formung gearbeitet, um die Schnittqualität weiter zu verbessern und den Energieeinsatz zu reduzieren.
Ein weiterer Entwicklungsschwerpunkt liegt auf der Integration von Sensortechnologien und künstlicher Intelligenz in Rohrlaseranlagen. Diese Technologien ermöglichen eine adaptive Prozesssteuerung, bei der Schneidparameter in Echtzeit angepasst werden können, um optimale Ergebnisse zu erzielen. Zudem können Qualitätskontrollen direkt in den Fertigungsprozess integriert werden, was die Produktionseffizienz weiter steigert.
Die Miniaturisierung von Laserkomponenten eröffnet neue Perspektiven für kompaktere und flexiblere Rohrlaseranlagen. Diese Entwicklung könnte in Zukunft zu mobilen oder portablen Systemen führen, die direkt vor Ort eingesetzt werden können, etwa in der Bauindustrie oder bei Reparaturarbeiten.
Im Bereich der Materialbearbeitung zeichnet sich ein Trend zur Erweiterung des Spektrums bearbeitbarer Werkstoffe ab. Neben den klassischen Metallen wie Stahl und Aluminium rücken zunehmend auch Verbundwerkstoffe und neuartige Legierungen in den Fokus der Rohrlasertechnologie. Dies erfordert die Entwicklung angepasster Laserquellen und Prozessparameter, um diese Materialien effizient und präzise bearbeiten zu können.
Die Kombination des Rohrlasers mit anderen Fertigungstechnologien, wie etwa additiven Verfahren, eröffnet neue Möglichkeiten in der hybriden Fertigung. Durch die Integration von Laserschneiden und 3D-Druck könnten in Zukunft komplexe Bauteile hergestellt werden, die bisher nicht realisierbar waren.
Ein weiterer Aspekt der zukünftigen Entwicklung des Rohrlasers ist die Verbesserung der Energieeffizienz. Durch den Einsatz hocheffizienter Laserquellen und optimierter Kühlsysteme wird der Energieverbrauch pro Bauteil kontinuierlich gesenkt. Dies trägt nicht nur zur Kostenreduktion bei, sondern entspricht auch den wachsenden Anforderungen an eine nachhaltige Produktion.
Die fortschreitende Digitalisierung in der Fertigungstechnik wird auch die Zukunft des Rohrlasers prägen. Die Einbindung in durchgängige digitale Prozessketten, von der Konstruktion über die Fertigung bis zur Qualitätskontrolle, verspricht eine weitere Steigerung der Produktivität und Flexibilität. Cloudbasierte Lösungen für die Prozessüberwachung und -optimierung könnten zukünftig eine standortübergreifende Steuerung und Analyse von Rohrlaseranlagen ermöglichen.
Im Bereich der Oberflächenbearbeitung zeichnen sich ebenfalls neue Perspektiven ab. Fortschritte in der Lasertechnologie ermöglichen nicht nur das Schneiden, sondern auch das gezielte Strukturieren und Veredeln von Rohroberflächen. Dies könnte in Zukunft zu einer Erweiterung des Anwendungsspektrums des Rohrlasers führen, etwa in der Herstellung funktionaler Oberflächen oder in der Dekoration.

## Wirtschaftliche Bedeutung
Der Rohrlaser hat in der industriellen Fertigung eine beachtliche wirtschaftliche Bedeutung erlangt. Im Vergleich zu konventionellen Verfahren der Rohrbearbeitung zeigen sich mehrere ökonomische Aspekte.
Die Zeitersparnis bei der Fertigung stellt einen wesentlichen wirtschaftlichen Faktor dar. Durch die Möglichkeit, mehrere Bearbeitungsschritte in einem Arbeitsgang durchzuführen, verringert sich die Durchlaufzeit der Werkstücke. Untersuchungen haben eine Reduzierung der Bearbeitungszeit um bis zu 49 % gegenüber herkömmlichen Methoden ergeben.
Bei den Fertigungskosten zeigen sich ebenfalls Unterschiede. Die Vereinigung mehrerer Prozessschritte in einer Maschine eliminiert das Zwischenhandling und die Lagerung zwischen verschiedenen Bearbeitungsstationen. Zudem entfällt der Bedarf an kostenintensiven Werkzeugen wie Sägeblättern oder Fräsern. Kalkulationen zufolge können die Teilekosten im Vergleich zur konventionellen Rohrbearbeitung um durchschnittlich 31 % gesenkt werden.
Die Materialeffizienz des Rohrlaserschneidens beeinflusst die Wirtschaftlichkeit. Durch präzise Schachtelung der Teile auf dem Rohr lässt sich der Materialverbrauch optimieren und der Verschnitt minimieren. Dies führt zu Einsparungen von bis zu 10 % bei den Materialkosten.
Die Flexibilität des Rohrlasers wirkt sich auf die Produktionskosten aus. Da keine speziellen Werkzeuge benötigt werden, können unterschiedliche Teilegeometrien ohne Rüstzeiten gefertigt werden. Dies ermöglicht eine Produktion ab Losgröße 1 und beeinflusst die Lagerhaltungskosten für Fertigteile.
Die Präzision und Wiederholgenauigkeit des Laserschneidens beeinflussen die Ausschussquote und den Nacharbeitsaufwand. Gratarme Schnittkanten machen in vielen Fällen eine Nachbearbeitung überflüssig. Der Montageaufwand reduziert sich durch die Möglichkeit, passgenaue Verbindungen und Positionierhilfen direkt in die Bauteile einzubringen.
Der Personalaufwand stellt einen weiteren wirtschaftlichen Aspekt dar. Die Zusammenfassung vieler Arbeitsschritte in einer Maschine beeinflusst den Bedarf an Fachkräften für einzelne Bearbeitungsstationen. Die digitale Prozesssteuerung vereinfacht die Bedienung und wirkt sich auf den Bedarf an spezialisiertem Personal aus.
Die Anschaffungskosten moderner Rohrlaseranlagen beeinflussen die Wirtschaftlichkeitsbetrachtung. Untersuchungen zeigen, dass sich die Investition je nach Auslastung und Teilespektrum innerhalb von 2 bis 3 Jahren amortisieren kann.